# Eagle Falls (Washington)
Die Eagle Falls sind die am nächsten an der Quelle gelegenen Wasserfälle des South Fork Skykomish River im US-Bundesstaat Washington. Die Fälle liegen unterhalb von Baring und bilden eine 25 ft (7,6 m) hohe hochvolumige Kaskade.

## Tourismus
Viele Aktivitäten zur Erholung finden an den oder nahe den Eagle Falls üblicherweise im Sommer statt. Kurz unterhalb der Fälle fließt der Fluss in einen riesigen, tiefen, grünen Pool. Die Menschen kommen an heißen Tagen zum Schwimmen hierher. Die Tatsachen, dass bis zu 60 ft (18 m) hohe Klippen am Rand des Pools aufragen und eine Seilschaukel ebenfalls vorhanden ist, machen die Gegend umso beliebter.
Der Wasserfall wird gelegentlich von Kayak-Experten hinuntergefahren. Er wird als schneller Fall in die Klasse 5+ eingestuft und sollte nur von extrem erfahrenen Sportlern befahren werden. Er war bereits Schauplatz eines fehlgeschlagenen Versuchs.